# Championnats d'Europe de patinage de vitesse sur piste courte 1997
Navigation
Édition suivante
Les Championnats d'Europe de patinage de vitesse sur piste courte 1997 se déroulent à Malmö (Suède), début 1997.

## Podiums

### Hommes
| Épreuves       | Or                      | Argent                  | Bronze                  |
| -------------- | ----------------------- | ----------------------- | ----------------------- |
| 500 m          | Italie Mirko Vuillermin | Italie Fabio Carta      | Royaume-Uni Nicky Gooch |
| 1 000 m        | Italie Fabio Carta      | Royaume-Uni Nicky Gooch | Italie Mirko Vuillermin |
| 1 500 m        | Italie Mirko Vuillermin | Suède Martin Johansson  | France Bruno Loscos     |
| 3 000 m        | Italie Fabio Carta      | France Bruno Loscos     | Suède Martin Johansson  |
| 5 000 m relais | Royaume-Uni             | Pays-Bas                | Italie                  |

### Femmes
| Épreuves       | Or                        | Argent                    | Bronze                    |
| -------------- | ------------------------- | ------------------------- | ------------------------- |
| 500 m          | Italie Marinella Canclini | Bulgarie Evgenia Radanova | Russie Elena Tikhanina    |
| 1 000 m        | Italie Marinella Canclini | Russie Elena Tikhanina    | Pays-Bas Ellen Wiegers    |
| 1 500 m        | Pays-Bas Ellen Wiegers    | Russie Elena Tikhanina    | Bulgarie Evgenia Radanova |
| 3 000 m        | Italie Marinella Canclini | Pays-Bas Ellen Wiegers    | Italie Katia Colturi      |
| 3 000 m relais | Italie                    | Bulgarie                  | Russie                    |

## Tableau des médailles
| Rang | Nation      | Or | Argent | Bronze | Total |
| ---- | ----------- | -- | ------ | ------ | ----- |
| 1    | Italie      | 8  | 1      | 2      | 11    |
| 2    | Pays-Bas    | 1  | 2      | 1      | 4     |
| 3    | Royaume-Uni | 1  | 1      | 1      | 3     |
| 4    | Russie      | 0  | 2      | 2      | 4     |
| 5    | Bulgarie    | 0  | 2      | 1      | 3     |
| 6    | Suède       | 0  | 1      | 1      | 2     |
| 6    | France      | 0  | 1      | 1      | 2     |